# Vlčí Habřina
Vlčí Habřina (en allemand : Wolfshagen) est une commune du district de Pardubice, dans la région de Pardubice, en République tchèque. Sa population s'élevait à 330 habitants en 2024.

## Géographie
Vlčí Habřina se trouve à 13 km au sud-est de Chlumec nad Cidlinou, à 15 km à l'ouest-nord-ouest de Pardubice, à 22 km au sud-ouest de Hradec Králové et à 83 km à l'est de Prague.
La commune est limitée par Vyšehněvice et Rohovládova Bělá au nord, par Bukovka et Přelovice à l'est, par Břehy au sud et par Sopřeč à l'ouest.

## Histoire
La première mention écrite de la localité date de 1436.

## Galerie

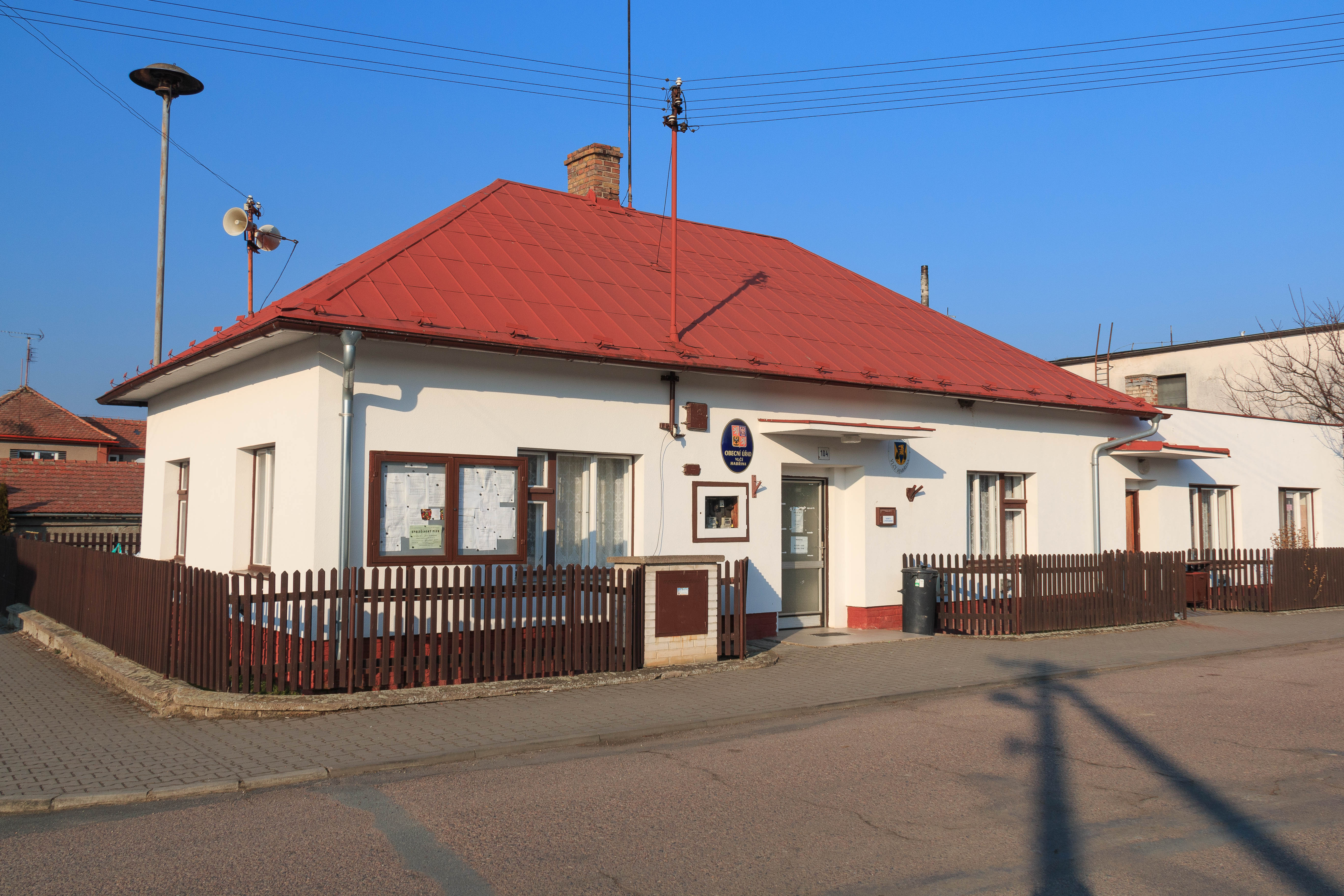
Vlčí Habřina : la mairie.
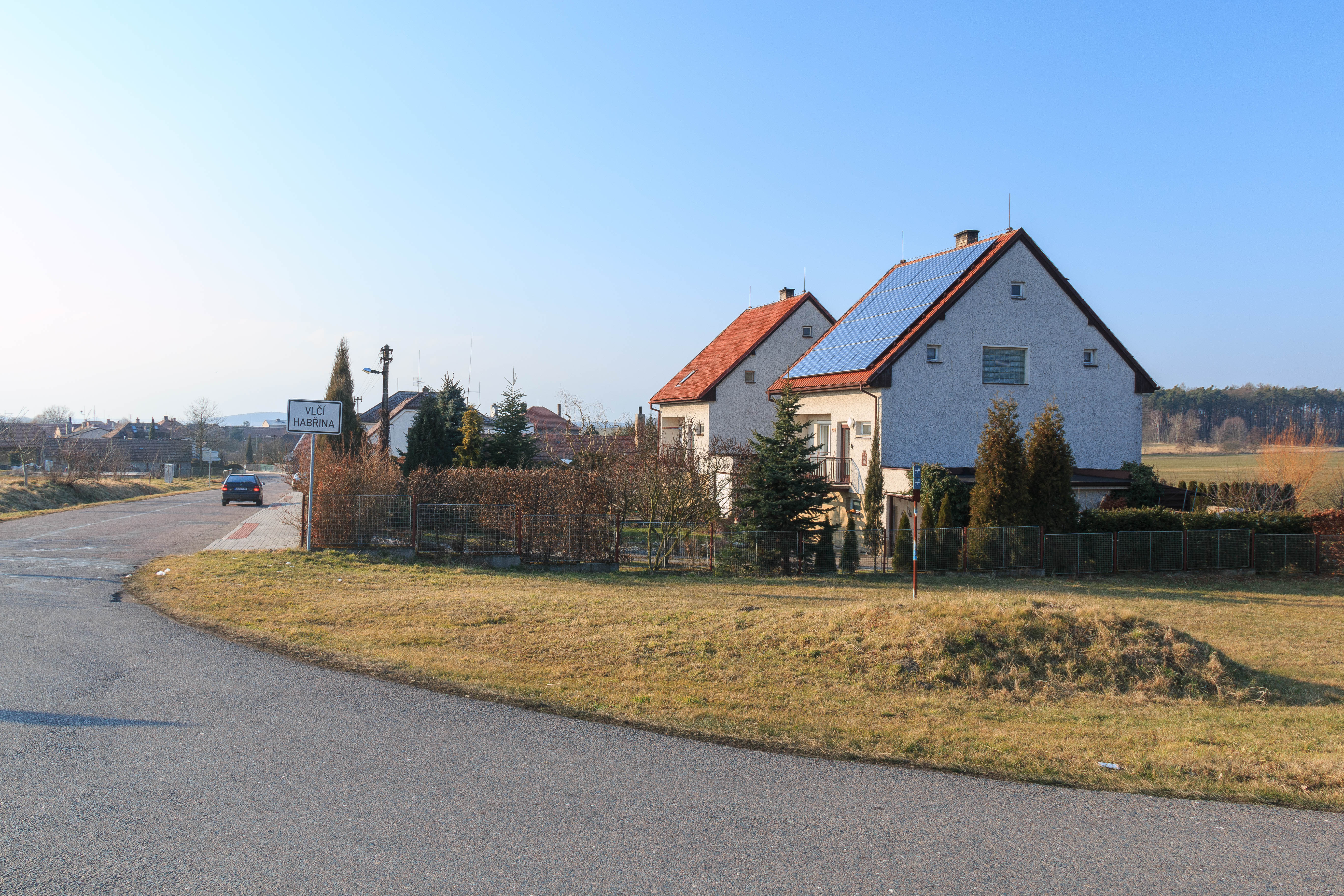
Entrée de Vlčí Habřina.

## Transports
Par la route, Vlčí Habřina se trouve à 8,5 km de Přelouč, à 19 km de Pardubice et à 99 km de Prague.